# Christoph Gérard Stein

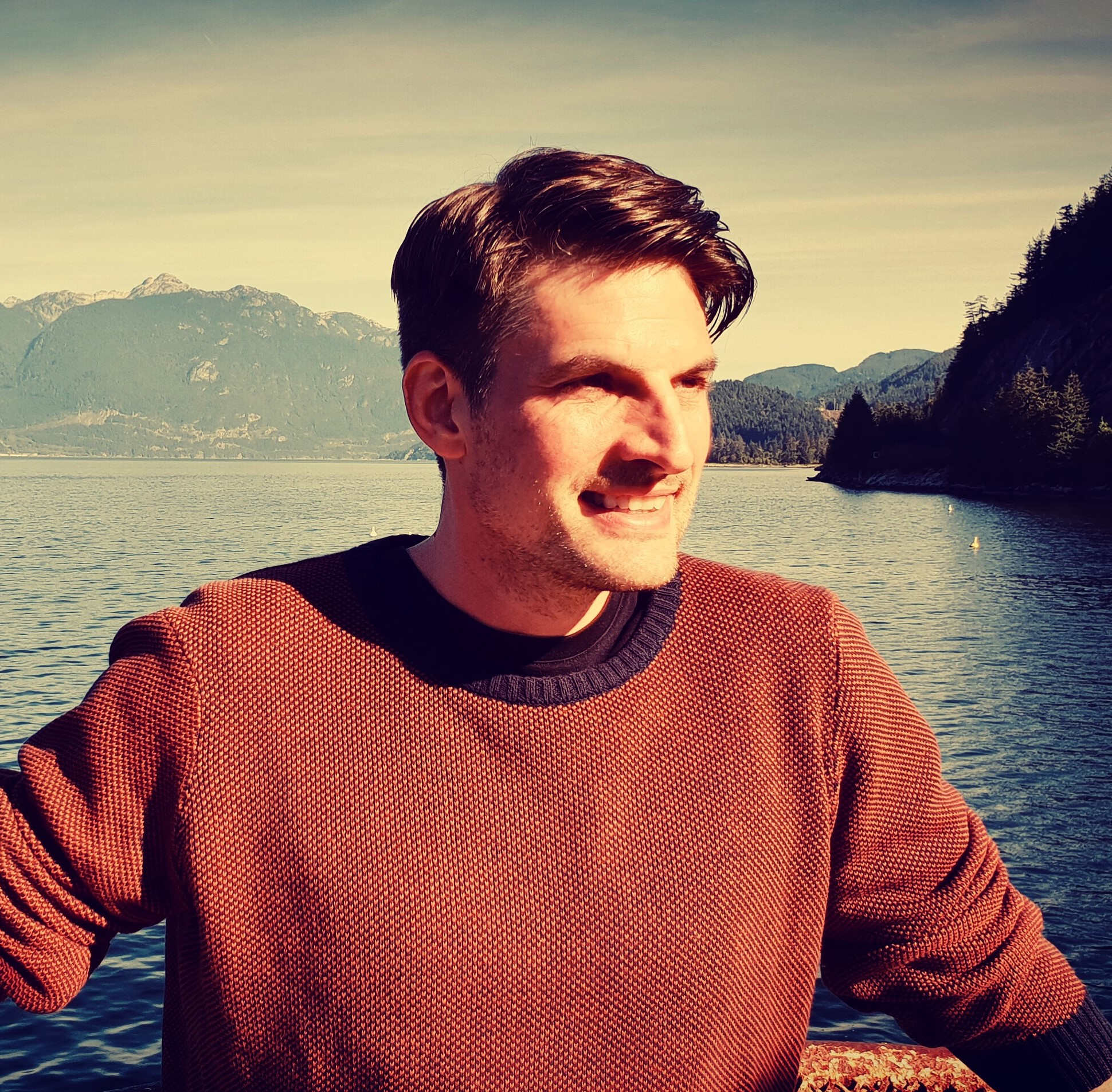
Christoph Gérard Stein

Christoph Gérard Stein (* 1. Juni 1971 in Goslar) ist ein deutsch-französischer Film- und Theaterschauspieler. Nach Aufenthalten in Frankreich (Besançon) und der französischen Schweiz (Lausanne) lebt er in Frankfurt am Main.

## Leben
Stein absolvierte von 1999 bis 2002 eine Ausbildung an der Schauspielschule "Plot" zum staatlich anerkannten Schauspieler. Durch den Besuch von Workshops bei Kirk Baltz (Actor's Intensive, 2013), Hendrik Martz (Meisner Technik, 2013 bis 2014) und Matthias Beier (Method Acting nach Susan Batson, 2014) ergänzte er seine Schauspiel-Ausbildung. Er wird aktuell von der ZAV Köln vertreten.
Christoph Gérard Stein war 2010 Gründungsmitglied des Theaterensembles Daedalus Company und seitdem an zahlreichen Produktionen beteiligt. Darüber hinaus ist er Ensemblemitglied in den Theatern Die Schmiere, Kulturhaus Frankfurt, ehemals Die Katakombe und im Kindertheater des Theaters Alte Brücke.
Daneben absolvierte er das Studium der Humanmedizin an der Universität Frankfurt und der Faculté de médecine à Besançon.
Stein ist Mitglied im Bundesverband Schauspiel (BFFS) und seit dem 1. April 2017 Regionalpate für Frankfurt.

## Werk

### Filmografie (Auswahl)
- 2002: Im Augenblick (Regie: Erica von Moeller)
- 2008: 13 Semester (Regie: Frieder Wittich)
- 2010: Musikvideo "Schocktherapie" von Wortblind (Regie: Daniel Götz)[7]
- 2011: Frankfurt Loves You! (Webserie) (Regie: Tabea Hraoui)
- 2011: Tridentität (Regie: Nicolas Rolke)
- 2013: 4-episodige Webserie „MEM“ (Regie: Christian Stadach)[8]
- 2014: Musikvideo "Scherben" von Wirtz (Regie: Carlo Oppermann)[9]
- 2014–2016: Nächstenliebe (Regie: Simon Pilarski)
- 2015–2017: Der Anspruch-the claim, israelisch-deutscher Spielfilm (Regie: Moshe Zeevi)
- 2017: The Vision (Regie: Adrian Dure)
- 2016: 3Sat Buchzeit "Cox oder der Lauf der Zeit" (Regie: Kerstin Achenbach) ZDF / 3Sat
- 2016: 3Sat Buchzeit "Die Enthüllung" (Regie: Wolfgang Danner) ZDF / 3Sat[10]
- 2016: Die Deutschen und die Polen (Regie: Gordian Maugg) ZDF[11]
- 2019: 3Sat Buchzeit "Der Regenstab" (Regie: Katja Beuerle) ZDF / 3Sat[12]
- 2020: Das Ende des Schweigens

### Theater

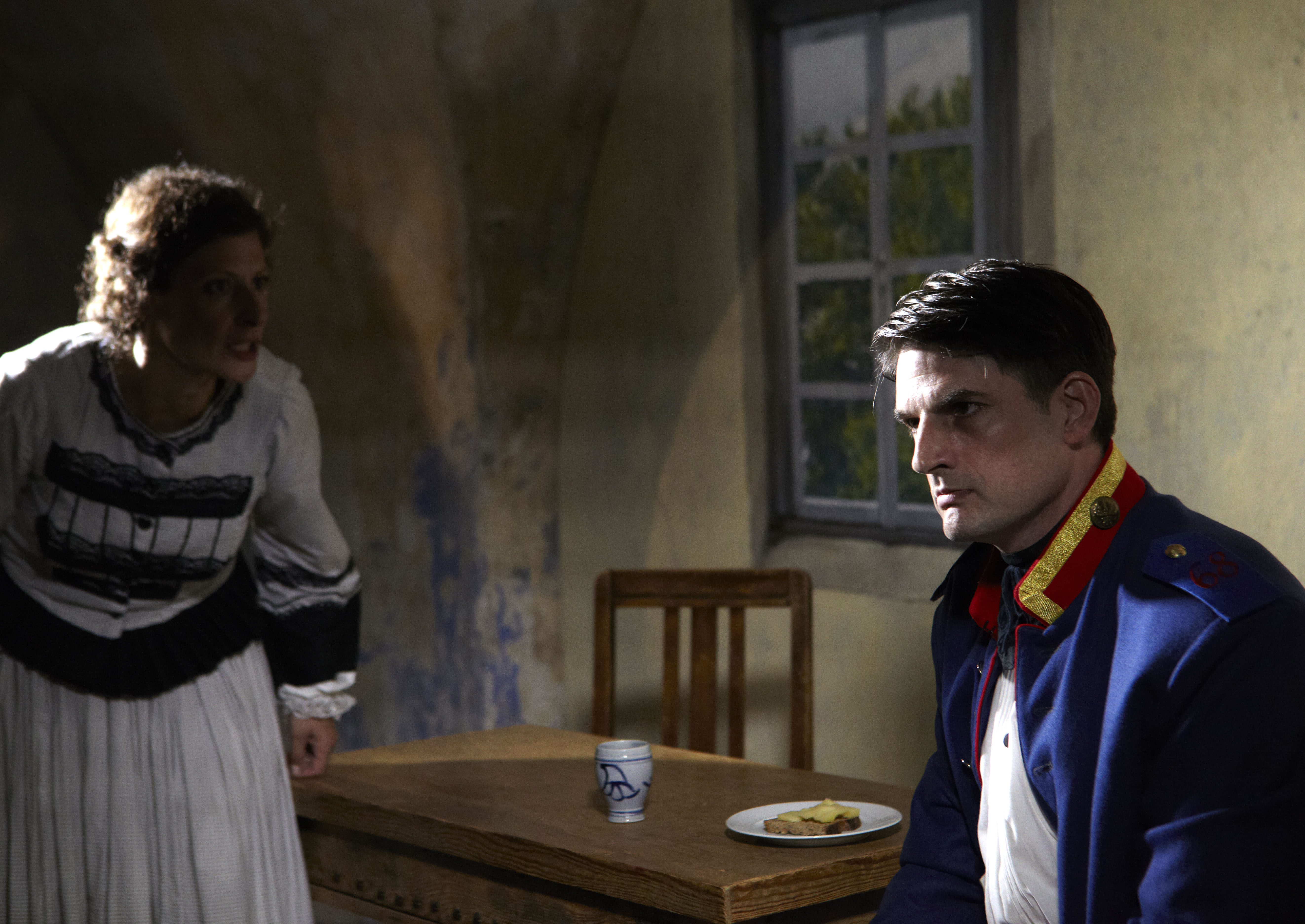
Christoph Gérard Stein in Blut und Königsbleiche

- 2005: Unter Eis von Falk Richter, Theater Landungsbrücken Frankfurt (Regie: Torge Kübler)
- 2006 Sein Bruder, Theaterperformance, Schauspielfrankfurt, Schmidtstrasse (Regie: Michaela Ehinger)
- 2006: la salle danse, Theaterperformance, Mousonturm Frankfurt (Regie: Jens Heitjohann)
- 2007: Der Spieler von Roulettenburg nach dem Roman von Fjodor Dostojewski, Kurhaus Wiesbaden (Regie: Oliver Klaukien)
- 2009: Hexenjagd von Arthur Miller, Internationales Theater Frankfurt (Regie: Regina Busch)
- 2010: I hired a contract killer von Aki Kaurismäki, Bühne der Kulturen Köln (Regie: Regina Busch)
- 2010–2013: Wer hat Angst vor Virginia Woolf...? von Edward Albee, bash-stücke der letzten tage von Neil LaBute, Geschlossene Gesellschaft von Jean-Paul Sartre, Messer in Hennen von David Harrower, alle im Gallustheater Frankfurt (Regie: Regina Busch)
- 2014–2015: Damit wir uns nicht verlieren – Sophie Scholl und Fritz Hartnagel, u. a. Theater Apex Göttingen und Theater Maintal (Regie: Maja Müller-Bula)
- 2015–2016: Arsen und Spitzenhäubchen von Joseph Kesselring, Steins Tivoli Hanau (Regie: Louise Oppenländer)
- seit 2017: Blut und Königsbleiche von Maria W. Peter, Festung Ehrenbreitstein, Koblenz (Regie: Carola Moritz)[13]
- 2017: Ein Blick von der Brücke von Arthur Miller, Theater Alte Brücke (Regie: Sabrina Faber und Alexander Beck)
- 2017: Das Ei ist hart von Loriot, u. a. Brunnentheater Bad Helmstedt, (Regie: Alexandra Bentz)
- 2017–2018: Die Feuerzangenbowle von Heinrich Spoerl, Steins Tivoli Hanau (Regie: Frank Heck)
- 2016 Der süßeste Wahnsinn von Michael McKeever, Kurtheater Bad Homburg (Regie: Rainer Maria Ehrhardt)
- 2018: Die Glasmenagerie von Tennessee Williams, Salon-Theater Taunusstein (Regie: Viktoria Alexander)
- seit 2018: Ein Strauss voller Narzissten, Die Schmiere, Frankfurt (Regie: Tanja Garlt, Kulturpreisträgerin des Kreises Offenbach)
- seit 2018: Woyzeck von Georg Büchner, Theater Katakombe, Frankfurt (Regie: Carola Moritz)
- 2019: L'école des maris-Die Schule der Männer von Molière, Theater Ekhof Gotha, Goethetheater Bad Lauchstädt (Regie: Carola Moritz)

### Synchron (Auswahl)
- 2008: Fassmord (Interaktives Hörspiel von Thomas Hoger)
- 2010: Endlich Natürlich (Hörspiel von Linus Volkmann)
- 2012: Kabbala – The Story, Dokumentationsfilm, Voice Over, von Margarita Stepanova
- 2013: Intuition Jede Entscheidung zählt Interaktives Hörspiel, Lebendige Bücher
- 2013: Querverkehr: Liebe, Geld, durchkreuzte Pläne Hörbuch von Tom Növe, Audioflow und Tag und Nacht Media
- 2013: Musikanten am Meer – Die Borkumer Kurkonzerte, Radiofeature, Floyd Fürstenau und Robin Harff
- 2013: BeA Allemagne (Industriefilm), Voice Over, Analog Mastering
- 2015: ajin tachat ajin, Interaktives Hörspiel, Diego Cardoso de Oliveira
- 2016: Volta ao Mundo – Der Weg eines Capoeiristas, Radiofeature, Diego Cardoso de Oliveira

### Werbung (Auswahl)
- 2003: Toyota – Erlkönig (Regie: John Buché)
- 2010: redcoon (Regie: Alexander Broenner)
- 2011: Bundesamt für Migration und Flüchtling – Elektronischer Aufenthaltstitel (Regie: Christian Muth)
- 2011: DekaBank – Abgeltungssteuer 2011 (Regie: Andreas Simon)
- 2012: Deutscher Beamtenbund (Regie: Detlef Muckel)
- 2012: AirPlus – Silly Cash (Regie: Micheel N. Waisser)
- 2013: Aktion Mensch – Inklusion (Regie: Thomas Pohl)
- 2014: Oral B Procter&Gamble (Regie: Timo Strobel)
- 2014: Zypresse (Regie: Jochen Isensee)
- 2015: Union Investment "e-banking" (Regie: Hanna Fett)
- 2016: Union Investment "Neugierde" (Regie: Christian Stadach) Ausgezeichnet 2017 beim Cannes Lions International Festival of Creativity mit dem Delfin in Silber (Kategorie Marketing/Kommunikation B2B)
- 2017: Iftarlade – Schokolade, die verbindet (Regie: Erhan Dogan)